# 浙江环球中心

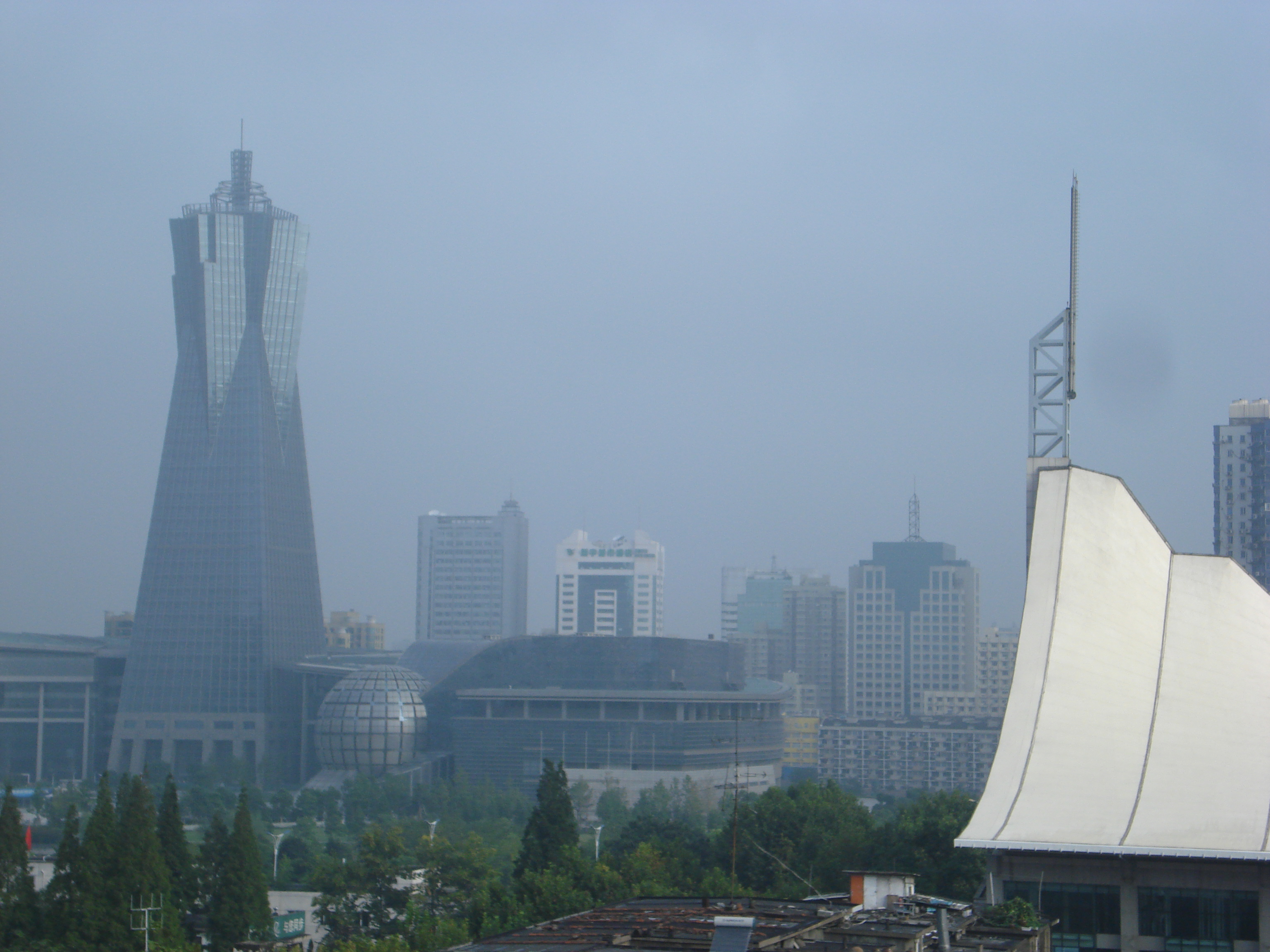
远看环球中心，2008年

浙江环球中心是位于杭州市拱墅区西湖文化广场的一座高层商业与办公大厦。高173米，41层，2005年建成，为杭州的地标性建筑。

## 简介
环球中心位于杭州最繁华的商业中心延安路中轴线的北端，与南端的城隍阁遥相呼应。2002年5月开工，2005年完工，投资17.2亿元。
由写字楼和底层群楼商场两部分组成，总建筑面积11万平方米。其中商场面积5.7万平方米，包括地下第一层至七层（其中七层为塔楼多功能区），每层商铺面积在7000到10000平方米，每层高5米；地下第二层面积10000平方米；8-41层为写字楼区，面积3.8万平方米。
- 西湖边远望浙江环球中心（下面是断桥）